# Tall al-Agharr (Hims)
Tall al-Agharr (arab. تل الاغر) – wieś w Syrii, w muhafazie Hims. W 2004 roku liczyła 717 mieszkańców.